# Idioma tlahuica
El idioma tlahuica, también llamado atzinca u ocuilteco, es una lengua hablada por apenas unas 515 personas que habitan principalmente en la localidad de San Juan Atzingo, en el sur del Estado de México, en el centro de México. Es una lengua afiliada al grupo otopame de la familia lingüística otomangueana. A veces se usa el nombre de matlatzinca para esta lengua, de hecho el matlatzinca propiamente dicho es una variante, relativamente cercana al tlahuica propiamente dicho, una tercera variante hablada en Michoacán es el pirinda.
En su idioma nativo, el tlahuica u ocuilteco recibe el nombre de pjiekak'joo, que significa 'lo que yo soy', o 'lo que yo hablo', según las traducciones de los nativos. El término ocuiltecah significa en náhuatl 'gente del lugar de gusanos', el nombre ocuilteca tal vez es confuso porque actualmente la lengua no se usa en Ocuilan de Arteaga sino en dos rancherías dependientes de esa localidad.
Por el tamaño extremadamente reducido de su comunidad lingüística, el tlahuica es clasificado como una lengua en inminente peligro de extinción. En el censo de 2000, sólo 26 personas de menos de 20 años estaban documentados como hablantes de ocuilteco. A partir de 2001, la lengua tlahuica ha pasado a ser considerada como lengua nacional por la legislación mexicana en materia de derechos lingüísticos. A partir del año 2003 ha sido incluida dentro del Premio de Poesía Joven "Acolmiztli Nezahualcóyotl". Según los dados de INALI en 2015 podría haber 1 548 hablantes de tlahuica.